# Albert Bogen
Albert Nicolaus Bogen także Bógathy (ur. 8 kwietnia 1882 w Kikindzie, zm. 14 lipca 1961 w Budapeszcie) – węgierski szermierz reprezentujący także Cesarstwo Austrii, srebrny medalista olimpijski.
Na igrzyskach olimpijskich w Sztokholmie w 1912 roku reprezentacja Cesarstwa Austrii w składzie: Richard Verderber, Reinhold Trampler, Otto Herschmann, Friedrich Golling, Andreas Suttner, Rudolf Cvetko i Albert Bogen zdobyła srebro w szabli drużynowej. W turnieju indywidualnym dotarł do ćwierćfinałów, jednak wycofał się z dalszej rywalizacji. Brał też udział w igrzyskach olimpijskich w Amsterdamie w 1928 roku, gdzie jako reprezentant Węgier odpadł w pierwszej rundzie szpady drużynowej.
Nie zdobył medalu mistrzostw świata.
Był zawodowym żołnierzem. Ukończył Cesarsko-Królewską Szkołę Marynarki Wojennej i był oficerem Armii Austro-Węgier, a następnie Królestwa Węgier osiągając stopień pułkownika.
Bogen był żydowskiego pochodzenia. Szermierzami oraz medalistami olimpijskimi byli jego córka Erna Bogen-Bogáti, zięć Aladár Gerevich oraz wnuk Pál Gerevich.